# Wodospady Stanleya

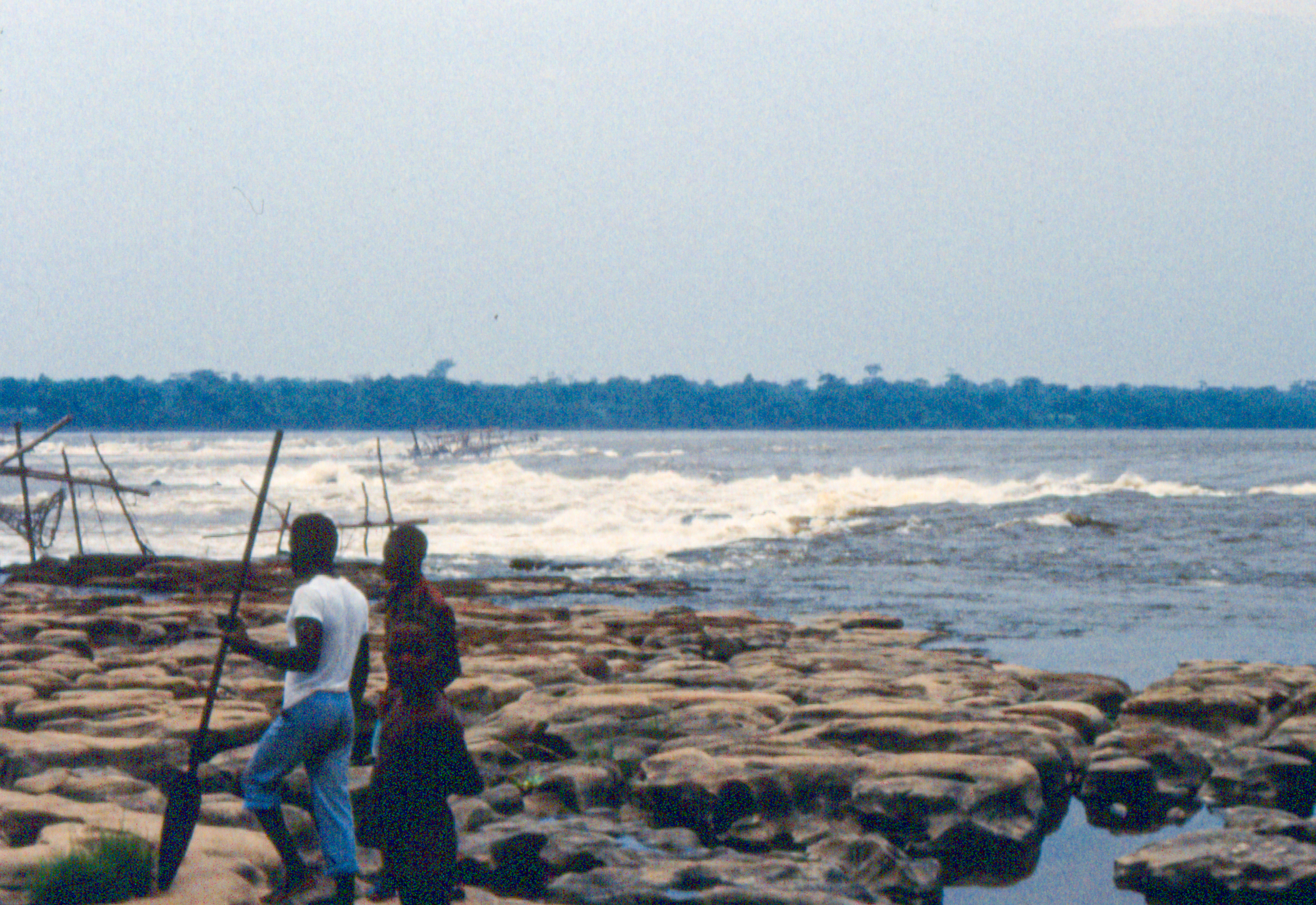
Siódma katarakta Wodospadów Boyoma koło Kisangani

Wodospady Stanleya (Boyoma Chutes, Boyoma Tshunga) – siedem wodospadów na rzece Lualaba (górny bieg Konga) w Demokratycznej Republice Konga powyżej miasta Kisangani. Wodospady te zajmują około 100-kilometrowy odcinek rzeki (aż do miasta Ubundu), na którym różnica poziomów wynosi 61 metrów. 
Nazwane tak zostały na cześć brytyjskiego podróżnika i odkrywcy Henry'ego Mortona Stanleya. Wyznaczają kres biegu Lualaby, która w okolicach Kisangani oficjalnie zmienia nazwę na Kongo. 
Przy średniej rocznej wielkości przepływu 17 000 m³/sek wodospady Stanleya należą do największych na świecie.